# Kolonya Cumhuriyeti
Pour plus de détails, voir Fiche technique et Distribution.
Kolonya Cumhuriyeti est une comédie turque réalisée par Murat Kepez, sortie le 21 avril 2017.
Elle connaît un succès dans son pays en totalisant un million d'entrées au box-office turc de 2017.

## Synopsis
En promettant la visite du Premier ministre et la transformation de leur petit village en ville, Peker Mengen devient maire de la ville. Avec l'aide de ses conseillers, il prépare une cérémonie pour l'arrivée du Premier ministre. Finalement, il perd le contrôle de la cérémonie et de son patelin de 5 000 habitants qui devient un pays qui se retrouve en guerre avec les États-Unis. Peker Mengen, avec sa femme, qu'il a épousée sans le vouloir, et avec ses conseillers, réalise les difficultés de fonder un nouveau pays tout en s’occupant des problèmes avec les États-Unis.

## Distribution
- Çağlar Çorumlu (tr)
- Büşra Pekin (tr)
- Ersin Korkut (tr)